# Häufigkeit
Unter einer Häufigkeit versteht man die Anzahl von Ereignissen, also das Ergebnis eines Zählvorgangs. Synonym zu „Häufigkeit“ wird auch das aus dem lateinischen „frequentia“ = „Häufigkeit“ entlehnte Fremdwort „Frequenz“ benutzt. Dieser ursprüngliche Begriff, Frequenz aufgefasst als Häufigkeit, kann mit dem daraus abgeleiteten physikalischen Begriff Frequenz verwechselt werden, vor allem bei Übersetzungen aus fremdsprachlichen Texten. Die Stochastik stellt den Begriff „absolute Häufigkeit“ zur Verfügung, den Anwender übernehmen können.
Vom  Begriff „absolute Häufigkeit“ werden weitere Begriffe abgeleitet, und zwar in Bezug auf die Anzahl der Daten (relative Häufigkeit), eine Zeitspanne (Frequenz im physikalischen Sinn) oder in Bezug zu einer anderen Vergleichsgröße (zum Beispiel Anzahl der Teilchen pro Volumeneinheit). (Siehe unten)
Wenn man Objekte aus einer Grundgesamtheit zufällig auswählt, werden deren Merkmalsausprägungen in der Statistik ebenfalls als Zufallsereignisse bezeichnet. Deshalb wird die Anzahl zufällig ausgewählter Objekte mit gleicher Merkmalsausprägung in der Statistik ebenfalls als Häufigkeit bezeichnet.
Beispiele: Wenn man aus einer Urne zufällig dreimal die Kugel mit der Ziffer 1 zieht und sie zurücklegt, ist die absolute Häufigkeit dieses Ereignisses (eine 1 gezogen zu haben) drei. Wenn man analog dazu bei einer Zufallsstichprobe Bewohner einer Stadt auswählt und drei davon Frauen sind, ist die absolute Häufigkeit dieses Ereignisses (eine Frau ausgewählt zu haben) in diesem Fall auch drei.

## Häufigkeitsbegriff

### Festlegung
Die Stochastik führt den Begriff absolute Häufigkeit ein: 
- absolute Häufigkeit: Anzahl an Merkmalsträgern mit gleicher Merkmalsausprägung in einer Stichprobe.

Der Begriff absolute Häufigkeit kann bei allen Anwendungen benutzt werden, bei denen das Ergebnis eines Zählvorgangs beschrieben werden soll. Er ist nicht an die für die Stochastik typische Voraussetzung, Zufallsversuche durchzuführen und zu dokumentieren, gebunden. Will man die absolute Häufigkeit zu einer Prognose vor einer Untersuchung verwenden, spricht man auch von erwarteter Häufigkeit oder erwarteter absoluter Häufigkeit, die man nach der Untersuchung mit der beobachteten Häufigkeit oder beobachteten absoluten Häufigkeit vergleichen kann. Auf einige Anwendungen in besonderen Zusammenhängen wird weiter unten verwiesen.
Die grafische Darstellung der Häufigkeit in Abhängigkeit von einem quantifizierbaren Merkmal ist die Häufigkeitsverteilung.

### Abgeleitete Begriffe
Will man absolute Häufigkeiten miteinander vergleichen, bezieht man sie in der Regel auf eine oder mehrere Bezugsgrößen. Es entsteht dann ein neuer, vom Begriff der absoluten Häufigkeit abgeleiteter Begriff:
- relative Häufigkeit: absolute Häufigkeit geteilt durch die Stichprobengröße[8]
- Frequenz in der Physik: Anzahl (absolute Häufigkeit) der Perioden geteilt durch die Beobachtungsdauer[9]

### Verwendung
Die Vielfältigkeit in der Verwendung, verbunden mit abgeleiteten Begriffen, sollen folgende Fragen und Antworten zeigen. (Ob die Antworten von realen Untersuchungen bestätigt werden, soll hier nicht relevant sein.)
- „Wie häufig zieht ein Mensch in Deutschland um?“ – Im Durchschnitt alle 7 Jahre (Verhältnis zu einer Zeitspanne) oder Achtmal in seinem Leben (Anzahl in einer gegebenen Zeitspanne; dabei wird oft die Zeitspanne weggelassen).
- „Wie häufig kommt es zu einem Unfall?“ – In Deutschland jährlich 8,5 Millionen mal (Anzahl in einer gegebenen Zeitspanne und bei festgelegter Grundmenge (Bevölkerung in Deutschland)) oder Im Jahr 2004 10 % der Bevölkerung (Verhältnis zu einer Vergleichsgröße, bei festgelegter Zeitspanne).
- „Wie häufig kommt es unter Neugeborenen zu einer Fehlbildung?“ – Zwei Prozent (relative Häufigkeit, da Verhältnis zur Anzahl aller Neugeborenen).
- „Welche Blitzhäufigkeit[10] ist zu erwarten?“ – In Mitteleuropa etwa 2 Blitze pro Quadratkilometer und Jahr, allerdings regional und jahreszeitlich stark unterschiedlich (Verhältnis zu einer Zeitspanne und zu einer Fläche).

## Wortherkunft
Das Adjektiv häufig bedeutete noch im 16. Jahrhundert eigentlich „haufenweise“, seit dem 18. Jahrhundert „oft“. Es bedeutet also so viel wie „in großer Zahl vorkommend, sich wiederholt ereignend“ oder „zahlreich in großer Zahl, in großer Menge“. Haufenweise bedeutet auch „in Haufen, in Massen“ oder „in Scharen, massenhaft“.
Ähnliches gilt für das Wort Häufung, das so viel bedeuten kann wie „Lagerung in großen Mengen“, aber auch „Ansammlung, häufiges Vorkommen (von Erscheinungen, Ereignissen)“. Das Wort Häufung kann sich auch auf die „Handlung des Häufens“ etwa von Erde oder der Häufung der Geschäfte beziehen, ebenso wie das Wort Häufeln.
Das Wort Häufigkeit wird auch im Sinne von Frequenz verwendet. So verweist die Brockhaus Enzyklopädie beim Wort Häufigkeit im Kontext der Sprachwissenschaft auf das Lemma Frequenz. Hier findet sich, dass das Wort Frequenz im Lateinischen für Häufigkeit steht. Die Frequenz eines Wortes meint die Häufigkeit, mit der ein Wort innerhalb eines bestimmten Textes oder einem Textkorpus auftritt. Aufgrund der Häufigkeitsverteilungen können Häufigkeitswörterbücher erstellt werden, die Auskunft über die Gebrauchshäufigkeit eines Wortes geben.
Das Wort Frequenz ist Fachsprache im 17. Jahrhundert und aus dem Lateinischen „frequentia“ in der Bedeutung „Häufigkeit“ entlehnt. Dies ist ein Abstraktum zu lateinisch „frequentis“ = „häufig“ und verwandt mit lateinisch fracīare für „stopfen“.

## Besondere Häufigkeitsbegriffe
Beispiele für spezielle Anwendungen des Häufigkeitsbegriffs:
- Unter natürliche Häufigkeit versteht man die relative Häufigkeit chemischer Elemente oder deren Isotopenverhältnis.
- Die Fehlerhäufigkeit ist ein besonderes Gebiet der Betrachtung zum Qualitätsmanagement.
- Die Fehlerrechnung befasst sich mit der Häufigkeitsverteilung von Messwerten, wenn diese streuen.
- Die kumulierte Häufigkeit: Wenn für ein ordinal oder metrisch skaliertes Merkmal die Ausprägungen {\displaystyle a_{i}} der Größe (aufsteigend) nach geordnet sind, ist die kumulierte Häufigkeit die Summe aller Häufigkeiten bis einschließlich der jeweiligen Merkmalsausprägung {\displaystyle a_{i}}.